# Gaasterlân-Sleat
Gaasterlân-Sleat (niederländisch Gaasterland-Sloten) (anhörenⓘ) war eine Gemeinde der Provinz Friesland (Niederlande). Sie hatte 10.186 Einwohner (Stand: 31. Dezember 2013). Durch den Zusammenschluss der bisherigen Gemeinden Gaasterlân-Sleat, Lemsterland und Skarsterlân entstand am 1. Januar 2014 die neue Gemeinde De Friese Meren, die am 1. Juli 2015 den friesischen Namen De Fryske Marren annahm.
Gaasterlân-Sleat lag am IJsselmeer im Süden der Provinz.
Der Verwaltungssitz war Balk, die anderen Orte in der Gemeinde waren: Bakhuizen, Elahuizen, Harich, Kolderwolde, Mirns, Nijemirdum, Oudega, Oudemirdum, Rijs, Ruigahuizen, Sloten, Sondel und Wijckel.

## Veranstaltungen
- Durch Sloten führt die Strecke der Elfstedentocht, des berühmten Eisschnelllauf-Marathonrennens entlang der elf friesischen Städte.

## Politik

### Sitzverteilung im Gemeinderat
| Partei           | Sitze | Sitze | Sitze | Sitze |
| Partei           | 1998  | 2002  | 2006  | 2010  |
| ---------------- | ----- | ----- | ----- | ----- |
| FNP              | 3     | 3     | 3     | 5     |
| CDA              | 5     | 5     | 5     | 4     |
| VVD              | 2     | 4     | 2     | 3     |
| PvdA             | 2     | 2     | 3     | 2     |
| ChristenUnie     | —     | 1     | 1     | 1     |
| Gemeentebelangen | —     | —     | 1     | —     |
| RPF              | 1     | —     | —     | —     |
| D66              | 0     | —     | —     | —     |
| Gesamt           | 13    | 15    | 15    | 15    |